# Racionamiento del crédito

La tasa efectiva de fondos federales en los EE. UU. representada durante más de medio siglo

El racionamiento del crédito es la limitación por parte de los prestamistas de la oferta de crédito adicional para los prestatarios que demandan fondos, incluso si estos últimos están dispuestos a pagar tasas de interés más altas.  Es un ejemplo de imperfección del mercado o falla del mercado, ya que el mecanismo de precios no logra el equilibrio en el mercado.  No debe confundirse con los casos en que el crédito es simplemente "demasiado caro" para algunos prestatarios, es decir, situaciones en las que la tasa de interés se considera demasiado alta.   

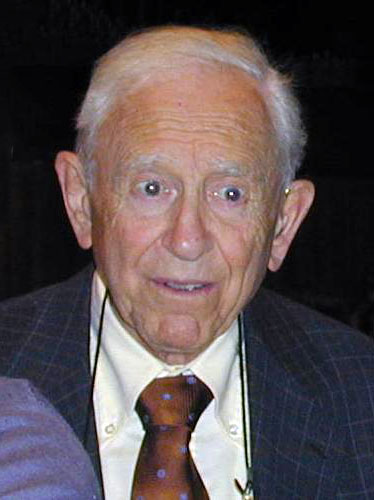
Franco Modigliani

Con el racionamiento del crédito, al prestatario le gustaría adquirir los fondos a las tasas actuales, y la imperfección es la ausencia de equilibrio a pesar de que los prestatarios están dispuestos a pagar los intereses de mercado.  En otras palabras, a la tasa de interés del mercado prevaleciente, la demanda supera la oferta, pero los prestamistas no están dispuestos a prestar más fondos o elevar la tasa de interés cobrada, ya que ya están maximizando las ganancias.

## Formas
El racionamiento de crédito no es el mismo fenómeno que el caso más conocido de racionamiento de alimentos, común en tiempos de guerra, cuando la escasez lleva a los gobiernos a controlar las porciones de alimentos asignadas a los individuos, quienes estarían dispuestos a pagar precios más altos por más porciones.  El racionamiento del crédito no es necesariamente el resultado de la escasez de crédito, sino más bien de la información asimétrica.   
Más importante aún, el racionamiento de alimentos es un resultado de la acción directa del gobierno, y el racionamiento de crédito es un resultado del mercado. 
Generalmente se pueden distinguir tres tipos principales de racionamiento de crédito: 
- La forma más básica de racionamiento de crédito ocurre si el prestatario no puede proporcionar garantías suficientes.  La garantía es importante porque las promesas de pago no son creíbles per se.  Por lo tanto, los prestamistas requieren hipotecas, reservas de derechos de propiedad o asignaciones de seguridad como garantía.  Las caídas en los valores colaterales mejoran el racionamiento del crédito.[2]
- " Redlining " es la situación en la que un grupo específico de prestatarios, que comparten un rasgo identificable, no puede obtener crédito con un suministro determinado de fondos prestables, pero podría hacerlo si se incrementara el suministro.  Más importante aún, no podrían obtener préstamos, incluso si estuvieran dispuestos a pagar tasas de interés más altas.
- El "racionamiento de crédito puro" es la situación en la que, dentro de un grupo indistinguible para la observación, algunos obtienen crédito, pero otros no, incluso si están dispuestos a pagar una tasa de interés más alta.[3]
- El racionamiento del crédito de desequilibrio es una característica temporal del mercado debido a algunas fricciones que impiden la compensación .

## Antecedentes teóricos
Una de las principales funciones que desempeñan los mercados es la asignación. Asignan bienes a los compradores con la mayor valoración.  El equilibrio del mercado se produce cuando la demanda de un bien al precio de equilibrio es igual a la oferta del bien.  Si los consumidores consideran que los precios son "demasiado altos", la oferta superará la demanda y los vendedores tendrán que reducir sus precios hasta que el mercado se recupere (es decir, se alcance el equilibrio).  Por otro lado, si los precios son "demasiado bajos", entonces la demanda será mayor que la oferta, y los precios deberán aumentarse para obtener la compensación del mercado. 

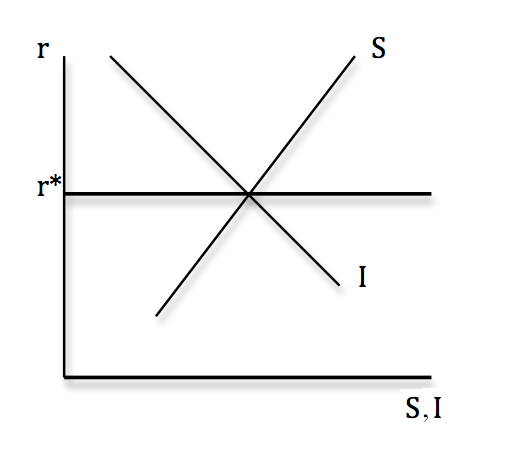
Equilibrio en el mercado de crédito.

El gráfico a la derecha muestra este caso simplificado para el mercado crediticio.  La tasa de interés se denota por r , y S e I indican ahorro e inversión respectivamente.  Este es un ejemplo altamente estilizado, donde se hace abstacción de los cambios en la producción y donde la economía se encuentra en autarquía financiera (y, en consecuencia, el ahorro y la inversión expresan la oferta y la demanda de fondos prestables, respectivamente). 
El equilibrio se alcanzará en el punto donde S = I , a la tasa de interés de equilibrio r * .  En r > r * , el crédito es "demasiado caro", ya que la tasa de interés es efectivamente el precio del crédito y, como resultado, hay un exceso de oferta de crédito.  La tasa de interés tendrá que caer para despejar el mercado. 

### Racionamiento de créditos de desequilibrio.

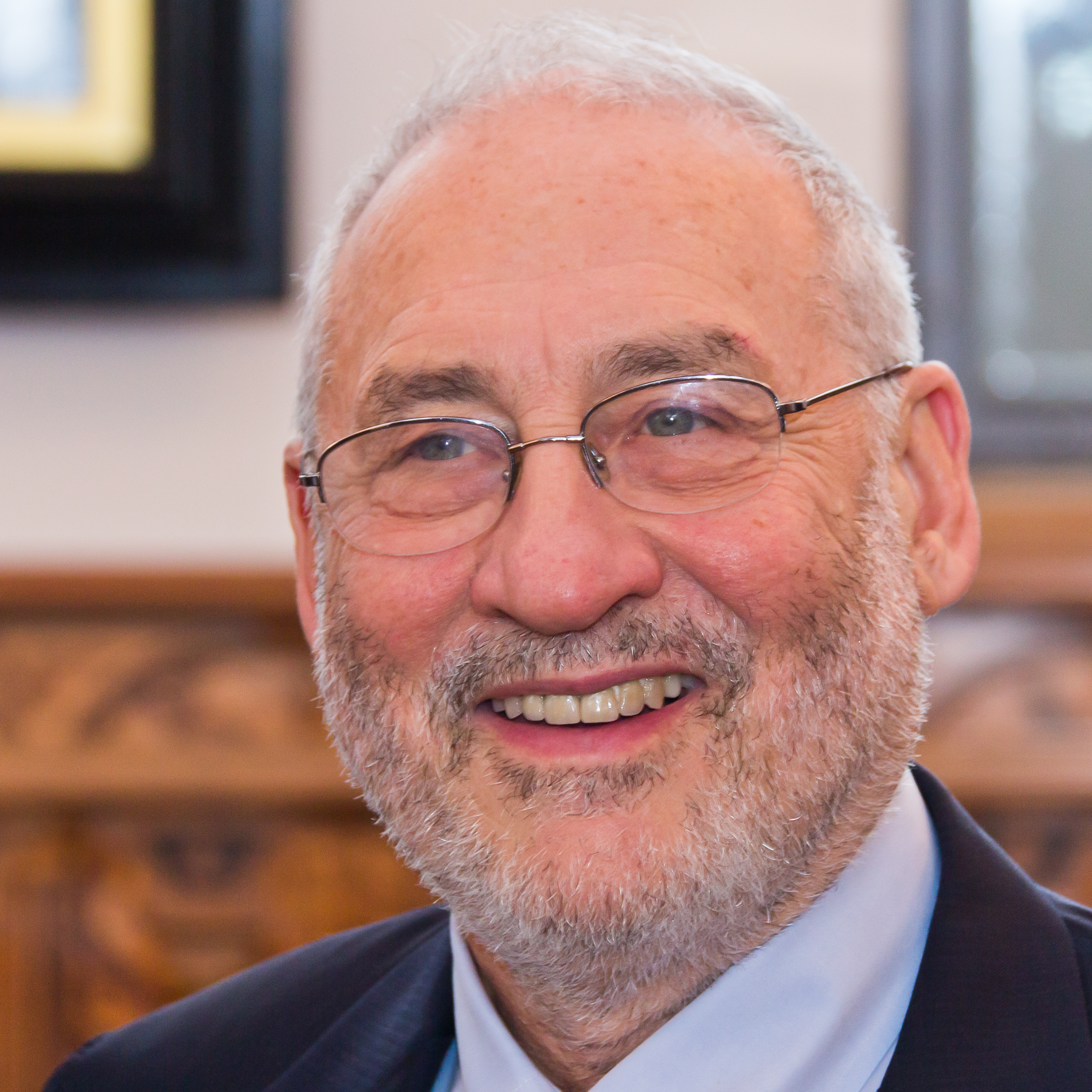
Joseph E. Stiglitz

El caso más frecuente de racionamiento de crédito ocurre cuando el mercado de crédito está, por una razón u otra, fuera de equilibrio.  Esto podría ser debido a alguna fricción en el mercado, o alguna política del gobierno (como las leyes contra la usura), que impiden que la oferta y la demanda se igualen.  Los resultados de desequilibrio son ajustes temporales a medida que la economía retrocede al equilibrio a largo plazo y el equilibrio que se logrará durante un tiempo indeterminado en ausencia de más choques externos.  El principal factor distintivo entre el equilibrio y el desequilibrio en el racionamiento en los mercados de crédito es que este último no es una característica a largo plazo y puede aliviarse mediante cambios en la política o simplemente a través del tiempo, y no necesariamente refleja características crónicas o estructurales del mercado crediticio. La contribución más importante en este sentido fue de Dwight Jaffee y Franco Modigliani , quienes primero introdujeron esta idea dentro de un marco de oferta y demanda. 
El caso más interesante, el del racionamiento del crédito de equilibrio, es el resultado de las características estructurales del mercado (en particular, la selección adversa), y caracterizará los resultados del mercado a largo plazo (salvo algún avance tecnológico), y se analiza a continuación. 

## Racionamiento de crédito de equilibrio - Stiglitz y Weiss
La contribución teórica seminal a la literatura es la de Joseph Stiglitz y Andrew Weiss, que estudiaron el racionamiento de créditos en un mercado con información imperfecta, en su artículo de 1981 en la American Economic Review.  Stiglitz y Weiss desarrollaron un modelo para ilustrar cómo el racionamiento del crédito puede ser una característica de equilibrio del mercado, en el sentido de que el prestatario racionado estaría dispuesto a obtener los fondos a una tasa de interés más alta que la que cobra el prestamista, quien en cambio no estará dispuesto a prestar los fondos adicionales, ya que la tasa más alta implicaría menores ganancias esperadas.   
Es un racionamiento de equilibrio ya que existe un exceso de demanda de crédito a la tasa de interés de equilibrio.  La razón de ello es la selección adversa, la situación en la que el prestamista se enfrenta a prestatarios cuyos proyectos implican diferentes niveles de riesgo (tipos), y el tipo de cada prestatario es desconocido para el prestamista.  La principal intuición detrás de este resultado es que los prestatarios seguros no estarían dispuestos a tolerar una alta tasa de interés, ya que, con una baja probabilidad de incumplimiento, terminarán pagando una gran cantidad al prestamista.  Los tipos de riesgo aceptarán una tasa más alta porque tienen una menor probabilidad de tener un proyecto de éxito (y, por lo general, un rendimiento más alto si tienen éxito), y por lo tanto una menor probabilidad de reembolso.  Hay que tener en cuenta que esto asume una responsabilidad limitada, aunque los resultados aún podrían mantenerse con responsabilidad ilimitada. 

### Racionamiento de crédito puro
En un marco similar al de Stiglitz y Weiss, se puede imaginar a un grupo de individuos, posibles prestatarios, que desean pedir prestados fondos para financiar un proyecto, que produce rendimientos inciertos.  Que haya dos tipos de individuos, que son idénticos en cuanto a la observación y que solo difieren en el riesgo de sus proyectos.  Supongamos que los individuos de tipo A tienen un riesgo bajo en comparación con el tipo B, en el sentido de que el rendimiento esperado de los proyectos de tipo B es una media de preservación de los proyectos de tipo A. Tienen el mismo rendimiento esperado, pero mayor varianza . 
Por ejemplo, imagine que los retornos de tipo A se distribuyen de manera uniforme (lo que significa que todos los valores posibles tienen la misma probabilidad de ocurrir) de 75 a 125 €, de modo que el valor de los proyectos de tipo A es de al menos 75 € y como máximo de 125 €, y el valor esperado ( media ) es de 100 €. 
Ahora, supongamos que los retornos de proyectos de tipo B también se distribuyen uniformemente, pero su rango es de 50 a 150 €.  Los retornos del proyecto Tipo B también tienen un valor esperado de 100 €, pero son más arriesgados. 
Ahora suponga que el banco sabe que existen dos tipos, e incluso sabe qué fracción de los prestatarios potenciales que solicitan préstamos pertenecen a cada grupo, pero no puede determinar si un solicitante individual es de tipo A o B. La implicación para el banco de la diferencia en el riesgo de estos proyectos es que cada prestatario tiene una probabilidad diferente de pagar el préstamo, y esto afecta el rendimiento esperado del banco. Por lo tanto, al banco le gustaría poder identificar (seleccionar) los tipos de prestatarios y, en ausencia de otros instrumentos para hacerlo, usará la tasa de interés. 
Esta fue la principal observación intuitiva de Stiglitz y Weiss. Se dieron cuenta de que una persona que está dispuesta a aceptar una tasa de interés más alta en su préstamo lo está haciendo porque sabe que el riesgo de su proyecto es tal que hay una menor probabilidad de pagar el préstamo.  En una configuración de responsabilidad limitada, donde los activos personales del prestatario no pueden tomarse como garantía, el prestatario no puede objetar el pago de una tasa de interés suficientemente alta, ya que sabe que la probabilidad de éxito del proyecto es baja, por lo que la probabilidad de reembolso es bajo. Incluso si el proyecto tiene éxito, los rendimientos serán lo suficientemente altos como para dejar un beneficio después de pagar el préstamo.  Los prestatarios seguros tienen una alta probabilidad de pagar su préstamo, por lo que incluso una tasa de interés modesta, en relación con su rendimiento esperado, puede resultar en un contrato no rentable. 
Lo que esto implica para los bancos es que habrá un rango de tasas de interés relativamente bajas por debajo de las cuales todos los solicitantes aceptarán el préstamo, y un punto de corte por encima del cual los prestatarios seguros deciden disminuir, ya que el pago esperado se vuelve demasiado alto.  De hecho, a medida que aumentan las tasas de interés, el valor crítico del proyecto (considérelo como el rendimiento esperado), por encima del cual el prestatario está dispuesto a pedir prestado el dinero, también aumenta. Naturalmente, también existe un punto de corte (más alto) para los tipos de riesgo, por encima del cual incluso ellos no estarían dispuestos a pedir prestado. 
Esta situación debe mostrar que la tasa de interés tiene dos efectos en el rendimiento esperado de los bancos.  Por un lado, las tasas de interés más altas implican que, para un préstamo dado, el reembolso (si tiene lugar) será más alto, y esto aumenta las ganancias de los bancos. Este es el efecto directo. Por otro lado, y de manera crucial para el racionamiento del crédito, una tasa de interés más alta puede significar que los prestatarios seguros ya no están dispuestos a aceptar los préstamos y abandonan el mercado. Este es el efecto de la selección adversa. 
Estos dos efectos juntos dan una forma extraña al rendimiento esperado del banco.  Está aumentando estrictamente con la tasa de interés cuando esta última es lo suficientemente baja; en el punto donde los prestatarios seguros se retiran del mercado ( llámelo r1 ), el retorno esperado cae bruscamente y luego vuelve a subir, hasta el punto donde los prestatarios de riesgo también se retiran ( r2 ), cayendo a cero, ya que nadie esta aceptando préstamos. Técnicamente hablando, el rendimiento esperado no es monotónico en la tasa de interés, ya que aumenta, luego cae bruscamente y luego vuelve a subir hasta que cae bruscamente a cero. 
De ello se deduce que si el nivel de la tasa de interés que maximiza el rendimiento esperado del banco es más bajo que el nivel después del cual abandonan los prestatarios de riesgo, puede haber racionamiento de crédito, si la oferta de fondos es lo suficientemente baja. Si la tasa óptima (desde el punto de vista del banco) está entre r1 y r2 , entonces solo se racionarán algunos de los pretatarios de riesgo (los prestatarios seguros no están dispuestos a pedir prestado a esa tasa); al resto de prestatarios de riesgo no se les dará crédito ni siquiera a tasas más altas. Si la tasa óptima está por debajo de r1, se racionará a los prestatarios de ambos tipos. 
Podría ser más intuitivo imaginar una situación con un gran número de tipos de prestatarios ( continuo ).  En ese caso, la función de retorno esperado del banco se volverá suave, aumentando a niveles bajos de la tasa de interés, hasta la tasa óptima, y luego caerá suavemente hasta que alcance cero.  Los tipos de prestatarios que estarían dispuestos a pedir préstamos a tasas más altas que las óptimas podrían ser racionados. 
A medida que aumenta la oferta de fondos del banco, algunas de las personas racionadas obtendrán un préstamo, pero con la misma tasa de interés, que todavía se encuentra en el nivel de maximización de ganancias.  Para un aumento suficiente de la oferta, todos recibirán préstamos, momento en el cual la tasa de interés tendrá que caer. 
Finalmente, si la tasa óptima es lo suficientemente alta, es posible que no tengamos racionamiento.  Esto ocurrirá si el nivel de la tasa de interés es tal que la oferta de fondos actual es igual a la demanda de fondos y que sea menor que la tasa óptima e igual a r1 .  Todos los prestatarios recibirán fondos a esa tasa. 

### Línea roja

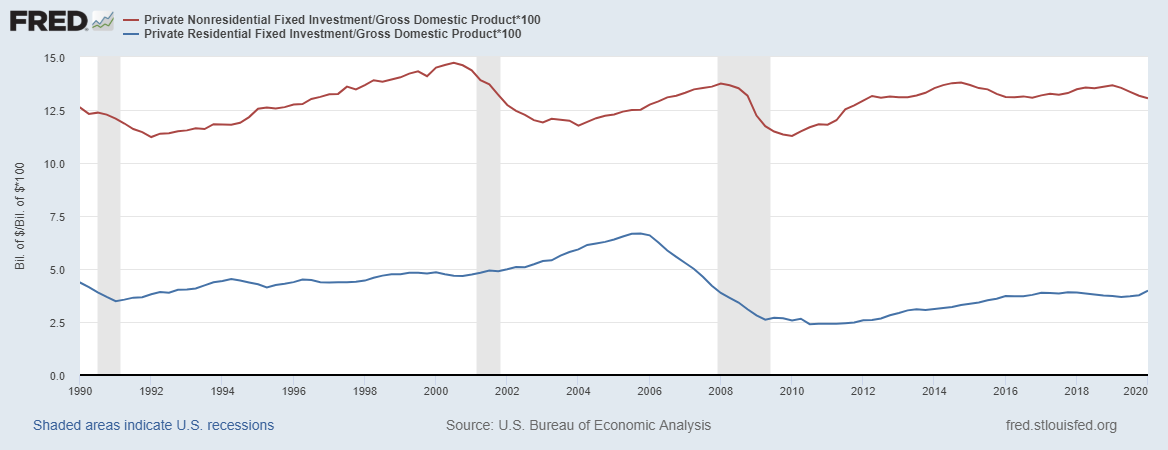
La inversión residencial y no residencial en los Estados Unidos cayó en relación con el PIB durante la crisis de las hipotecas de alto riesgo

La línea roja es una situación diferente, ya que no es el resultado de una selección adversa.  De hecho, el banco puede distinguir perfectamente entre los diferentes tipos de prestatarios de acuerdo con algún criterio.  Se supone que cada tipo tiene una función de retorno esperada diferente (desde el punto de vista del banco). 
Como ilustración, considere el caso de tres tipos de prestatarios, 1, 2 y 3, que se clasifican de acuerdo con el rendimiento máximo esperado que le dan al banco, de menor a mayor. El rendimiento máximo esperado que un prestatario de tipo 3 puede otorgar al banco (a la tasa de interés óptima para el prestatario) es mayor que el de tipo 2, que es mayor que el de tipo 1. 
Por un costo suficientemente alto de obtener fondos, solo los prestatarios de tipo 3 recibirán crédito. Esto ocurrirá si el rendimiento máximo esperado de los prestatarios de tipo 2 es inferior a ese costo. Si los costos bajan lo suficiente, los prestatarios del tipo 2 obtendrán crédito, y si caen más, también lo harán los prestatarios del tipo 1. A cada tipo que reciba crédito se le cobrarán tasas de interés diferentes, pero el rendimiento esperado para el banco será igual para cada tipo, siempre que exista competencia entre los bancos. 
Los prestatarios de Tipo 1 obtienen crédito solo si los prestatarios de Tipo 2 no están racionados, y así sucesivamente. 
Este argumento es bastante pertinente en el contexto de la crisis de las hipotecas de alto riesgo. La baja tasa de interés establecida por la Reserva Federal hizo que el costo de los fondos prestables fuera extremadamente bajo. Por otro lado, las prácticas de bursatilización de las empresas en los mercados de crédito aumentaron significativamente la rentabilidad de los préstamos para personas con calificaciones crediticias deficientes (tipo 1 en el ejemplo anterior), y por lo tanto contribuyeron al apalancamiento masivo de prestatarios que normalmente habrían tenido dificultades con el tiempo recibiendo incluso préstamos modestos. 

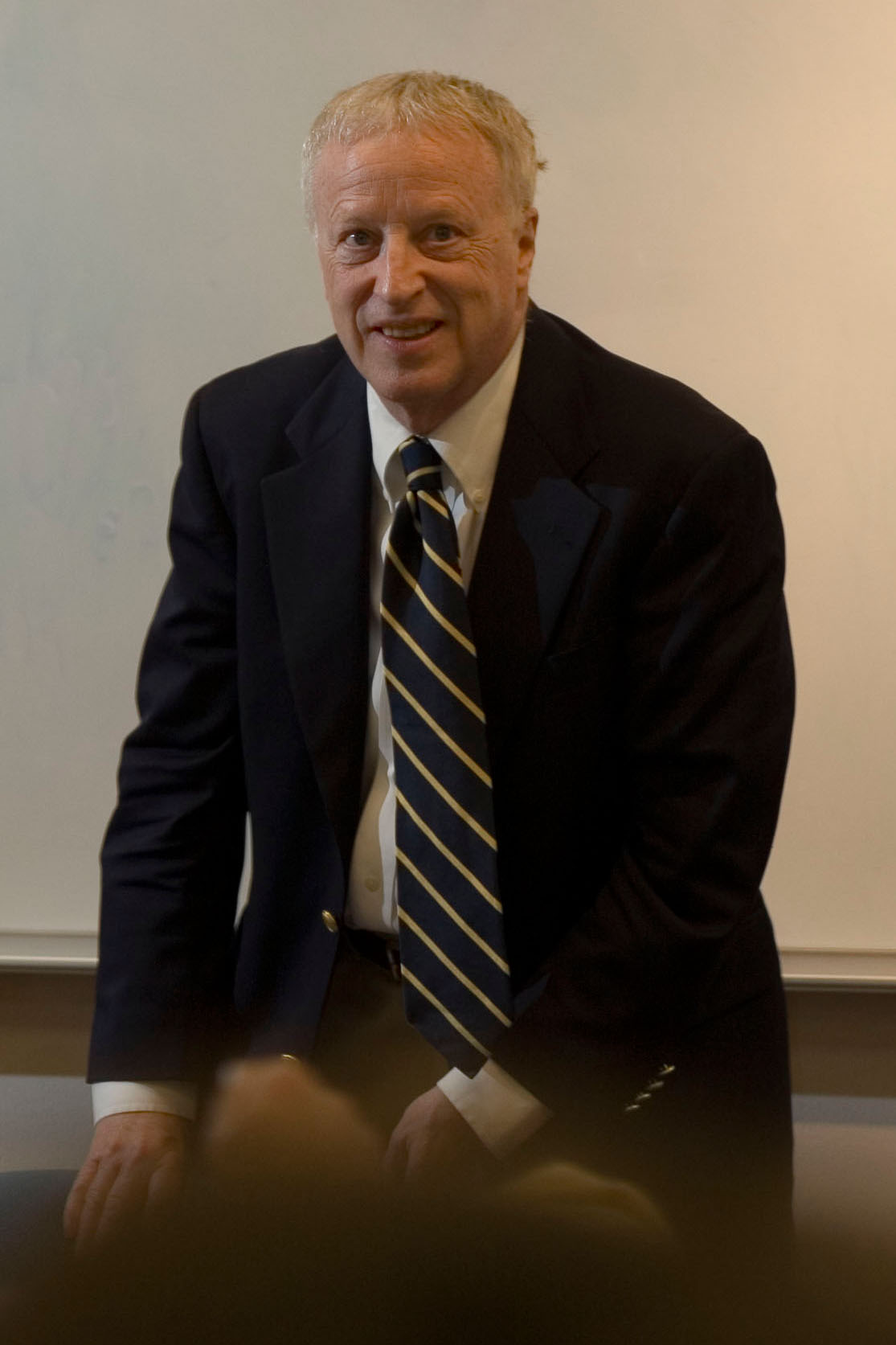
George Akerlof

## El fenómeno de la selección adversa.
La contribución de Stiglitz y Weiss fue crucial para abordar este importante resultado del mercado. Fue uno de una serie de artículos para abordar el importante fenómeno de la selección adversa en economía, iniciado por el estudio clásico del problema del limón en los mercados de autos usados por George Akerlof, y celebrado por Michael Rothschild y Stiglitz sobre la selección adversa en el mercado de seguros.  Muchos estudios importantes siguieron su ejemplo, algunos con resultados competitivos y extendieron el tema del racionamiento del crédito a otros dominios. 
El primer artículo en tratar el racionamiento del crédito como un posible fenómeno de equilibrio causado por una selección adversa fue realizado por Dwight Jaffee y Thomas Russell en 1976.  En su modelo, a los prestatarios de baja calidad les gustaría "disfrazarse" como de alta calidad para obtener tasas más bajas, y un equilibrio de separación (es decir, con diferentes contratos ofrecidos a los dos tipos) implica tasas más bajas, pero también préstamos más bajos, para los tipos altos. Sin embargo, este enfoque no se hizo popular, ya que el equilibrio de la agrupación (ambos tipos ofrecían el mismo contrato), lo que implica un racionamiento del crédito, no es sostenible; un contrato con una combinación de ambos tipos que serán aceptados por ambos tipos y como otorga beneficios no negativos a los bancos puede ser dominado (al generar mayores ganancias) por un contrato con menor interés y monto de préstamo, que solo será preferido por los prestatarios de alta calidad, que dejarán de lado el contrato de agrupación, por lo que no es rentable para los bancos.  De modo que el enfoque se ha desplazado hacia las aplicaciones que permiten un racionamiento de equilibrio estable. 

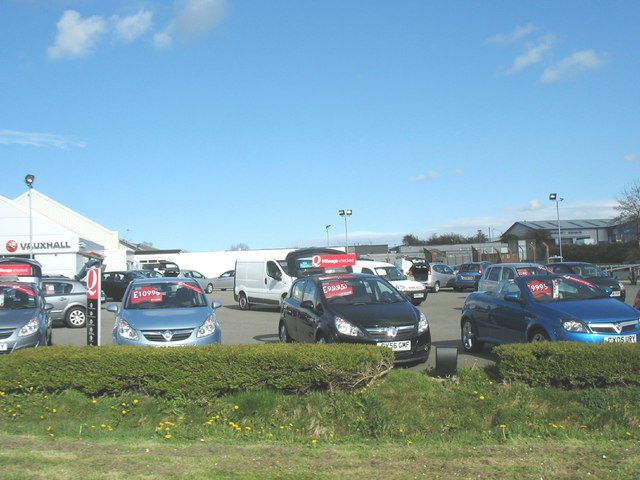
Akerlof utiliza el mercado de automóviles usados como un ejemplo del problema de la incertidumbre de la calidad. Concluye que los propietarios de automóviles usados de alta calidad no colocarán sus automóviles en el mercado de automóviles usados. El comprador de un automóvil solo debería poder comprar autos usados de baja calidad y pagará en consecuencia. El mercado de los buenos coches usados no existe.

## Información asimétrica y sobreinversión.
David De Meza y David C. Webb argumentaron la posibilidad de que la selección adversa podría llevar a la otra cara de lo que consideraron Stiglitz y Weiss, a saber, la sobreinversión. Su argumento sigue las mismas líneas que el mercado de limones de Akerlof.  En este contexto, los posibles compradores de automóviles usados no conocen la calidad del automóvil que están pensando comprar, mientras que los vendedores saben el valor de sus propios coches. Suponiendo que conocen la distribución de la calidad del automóvil en todo el mercado, los posibles compradores alcanzan un precio máximo que están dispuestos a pagar por el automóvil. Por ejemplo, supongamos que solo hay dos calidades, buenos autos ("melocotones") y malos ("limones"), con un valor de 5.000 € y 1.000 €, respectivamente.  El comprador sabe que la mitad de los autos son melocotones y la otra mitad son limones. Si ofrece 5.000 €, los vendedores de cualquiera de los tipos seguramente lo aceptarán, pero el valor esperado del auto solo será igual a 3.000 € (1.000 € con 50% de probabilidad y 5.000 € con 50% de probabilidad), por lo que tendrá pérdidas esperadas de 2.000 €.  Si ofrece 3.000 €, los vendedores de autos malos aceptarán pero los vendedores de autos buenos no (asumiendo que los vendedores nunca estén dispuestos a aceptar pérdidas para liquidar el valor de sus autos). Cada auto que puede comprar por cualquier precio de menos de 5.000 € es, por lo tanto, un limón que vale solo 1.000 €.  Por lo tanto, solo estará dispuesto a pagar 1.000 €; solo los vendedores de autos malos aceptarán, por lo que el comprador terminará con un auto malo o sin nada. En este caso, el problema de selección adversa hace que los buenos autos salgan del mercado.  Extendiendo esta lógica a más productos, bajo ciertas condiciones, el mercado podría colapsar por completo. 

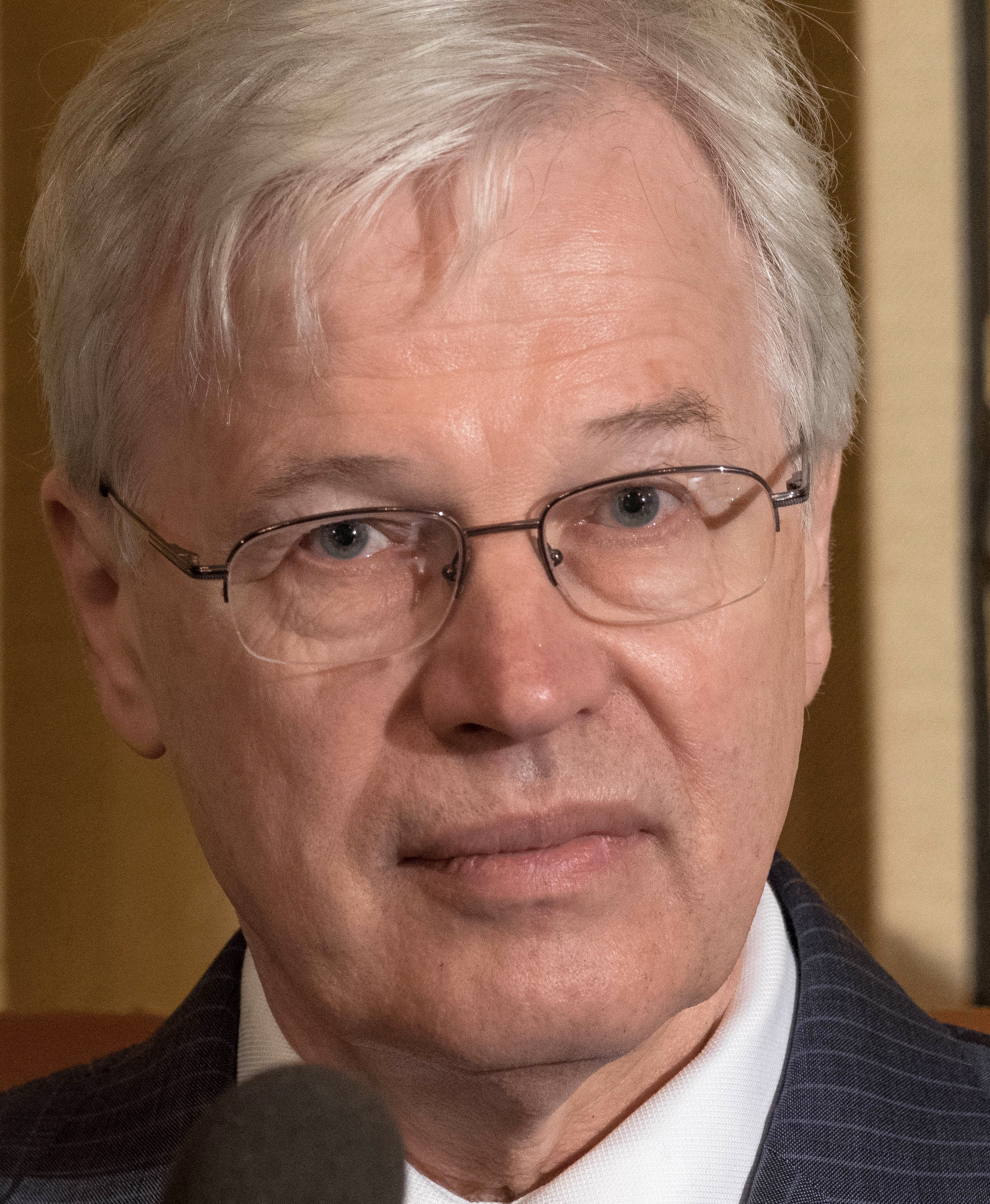
Bengt Holmstrom

Al aplicar este marco al mercado para el crédito, la información asimétrica sobre los tipos de proyectos que se financiarán podría llevar a financiar proyectos erróneos y a la expulsión de buenos proyectos. La contribución de De Meza y Webb es mostrar cómo podría suceder lo contrario, es decir, cómo los proyectos buenos podrían empeorar. Bajo algunas condiciones plausibles, lo más crucial es que los rendimientos esperados difieren entre los diferentes proyectos (mientras que todos los proyectos en el modelo de Stiglitz y Weiss tienen el mismo rendimiento esperado pero diferentes niveles de riesgo), y muestran que no puede haber un equilibrio de racionamiento de crédito.  Entonces, la principal diferencia aquí en comparación con Stiglitz y Weiss es que no existe un nivel específico de tasa de interés en el que los bancos maximicen las ganancias: un pequeño aumento en las tasas de interés si hay un exceso de demanda de crédito atraerá a los empresarios y no ahuyentará a los prestatarios existentes . 
Mientras la oferta de fondos aumente con la tasa de rendimiento de los depósitos, habrá más inversión en comparación con lo que implicaría la solución eficiente, es decir, el nivel de inversión que tendría lugar si no hubiera asimetría de información y solo se financian los proyectos que deben ser financiados.  La intuición es directa.  Si la inversión fuera más baja que el nivel eficiente, también lo sería el rendimiento de los depósitos.  Además, como se está realizando una menor inversión, el "peor" proyecto financiado debe ser mejor desde el punto de vista del banco que el peor proyecto que se financiaría si la inversión fuera óptima.  Pero si el banco está obteniendo ganancias con el peor proyecto que se financia, también lo hará con proyectos aún peores (que no fueron financiados anteriormente), lo que provocará un exceso de oferta de crédito y, por lo tanto, una sobreinversión. 

### Racionamiento de crédito eficiente.
Al comparar su modelo con el de Stiglitz y Weiss, De Meza y Webb muestran que si el racionamiento del crédito se produce en el modelo de Stiglitz y Weiss, el volumen de los préstamos es en realidad más alto de lo que hubiera sido en ausencia de racionamiento. Esto provocó un artículo hermano de los mismos autores, donde muestran que, por un lado, el racionamiento del crédito puede ocurrir incluso bajo información simétrica y, por otro lado, que podría no implicar una falla de mercado.  Esto limita severamente el alcance de la intervención del gobierno. 

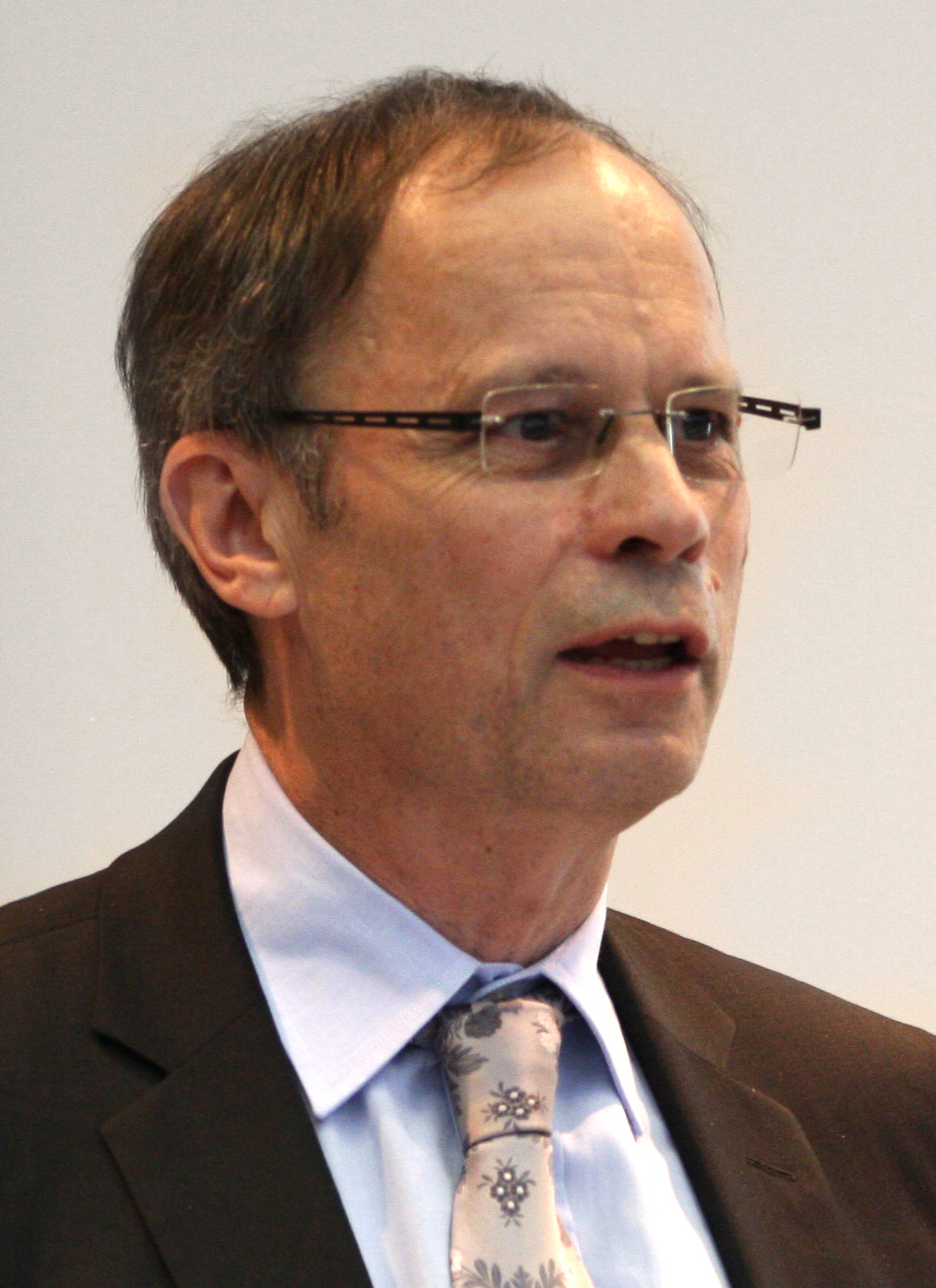
Jean Tirole

## Riesgo moral y racionamiento del crédito.
Bengt Holmstrom y Jean Tirole (1998) brindan un ejemplo de racionamiento de crédito en el que la información asimétrica no conduce a una selección adversa, sino a un riesgo moral, la situación en la que las acciones deliberadas de una de las partes del contrato, una vez firmado el contrato, podrían afectar los resultados.  En su modelo, hay muchos emprendedores-firmas prestatarias de un solo tipo, que desean financiar una oportunidad de inversión y tienen un nivel inicial de activos que no llega a la cantidad necesaria para la inversión.  El giro en este modelo, en comparación con los casos descritos anteriormente, es que los empresarios pueden influir en el resultado de la inversión, realizando un esfuerzo alto o bajo. Un alto esfuerzo implica una alta probabilidad de un resultado de éxito, y un bajo esfuerzo implica un menor éxito, pero también da un beneficio a cada prestatario, en términos de mayor tiempo libre. Por lo tanto, los prestatarios tienen un incentivo para no ejercer un gran esfuerzo, aunque hacerlo dará como resultado una mayor probabilidad de un resultado de éxito. 
La competencia entre los prestamistas y el alto esfuerzo de los prestatarios aseguran resultados positivos para la sociedad, por lo que la inversión debe tener lugar. Sin embargo, el hecho de que los prestamistas no puedan observar el comportamiento de los prestatarios implica que existe un nivel mínimo de activos firmes necesarios para que los bancos otorguen el préstamo. Las empresas deberán proporcionar parte del financiamiento del proyecto "de su propio bolsillo" y, por lo tanto, incurrir en parte del riesgo de inversión. Esto le proporcionará al banco la garantía necesaria de que el prestatario tiene intereses personales en el éxito de la inversión, y puede generar pérdidas si no tiene éxito, por lo que estará interesada en realizar un gran esfuerzo, haciendo que el banco esté dispuesto a hacer el pago del préstamo. 
Si una empresa no tiene la cantidad mínima de activos disponibles (llámela X ), entonces su proyecto no será financiado y tendremos racionamiento de crédito. Este es el resultado del riesgo moral, que crea lo que se denomina en la literatura como un costo de agencia, y se puede considerar que se deriva del beneficio que el prestatario obtiene al realizar un esfuerzo bajo. El mayor costo de la agencia y los activos iniciales más bajos conducen a un mayor racionamiento del crédito. 

### Riesgo moral en la crisis de las hipotecas de alto riesgo.
El riesgo moral en los mercados de crédito fue probablemente un contribuyente importante a la crisis de las hipotecas de alto riesgo y la consiguiente crisis crediticia .  En el contexto de este modelo, se puede pensar que los prestatarios son inversionistas de bienes raíces (o simplemente propietarios de viviendas que invierten en propiedades) que usaron sus tenencias de vivienda actuales como activos colaterales al solicitar préstamos. Con el aumento de los precios de la vivienda y, lo que es más importante, con la expectativa de futuros aumentos en el precio de la vivienda, el rendimiento esperado del proyecto que se financiará se percibió como más alto que lo sugerido por los fundamentos, lo que lleva, por un lado, a una menor necesidad de X por los bancos para hacer préstamos y, por otro lado, a estimaciones infladas del valor de los activos iniciales de los prestatarios.  
Esto llevó a un menor racionamiento del crédito, en la medida en que las buenas inversiones que debían realizarse obtuvieron su financiamiento, pero también a préstamos de alto riesgo, donde se hicieron préstamos incobrables a proyectos deficientes. Cuando estalló la burbuja inmobiliaria, los precios de la vivienda cayeron en picado, por lo que el rendimiento esperado de los proyectos cayó, lo que implica que los bancos necesitaban una gran cantidad de activos iniciales, lo que hacía que los préstamos fueran más escasos y más difíciles, lo que provocaba una crisis crediticia. Esto proporciona un marco bajo el cual un racionamiento de crédito podría ser óptimo, como una forma de seleccionar inversiones potencialmente dañinas. 

## Racionamiento de crédito en préstamos soberanos.

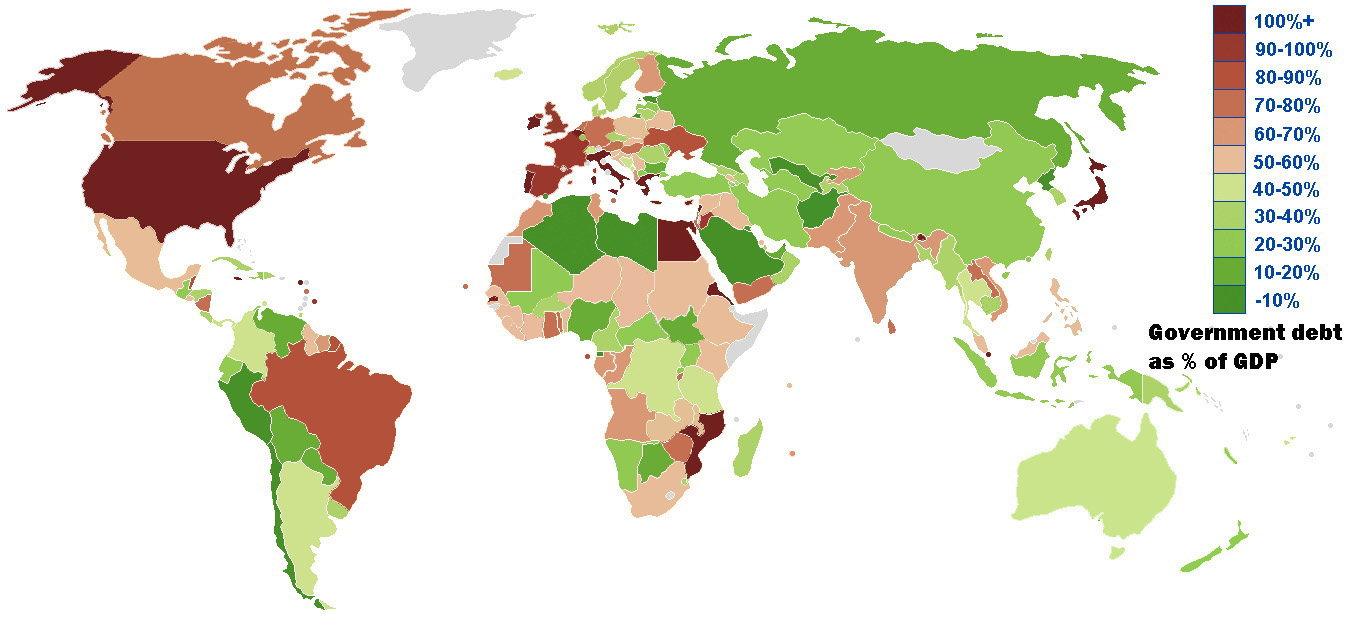
La deuda pública en el mundo según el porcentaje del PIB (FMI)

Finalmente, vale la pena considerar cómo el racionamiento del crédito podría surgir como una característica de los préstamos soberanos (a gobiernos), es decir, los préstamos a los países. Los préstamos soberanos son una ámbito muy diferente a los préstamos a particulares o empresas, debido a la ausencia de mecanismos de ejecución en el caso de quiebra, ya que no existe una agencia reconocida internacionalmente para tales asuntos. Si un país por una razón u otra anuncia que no puede o no está dispuesto a pagar sus deudas, lo más que pueden hacer los prestamistas internacionales es renegociar. Algunos expertos creen que la amenaza de que el país sea excluido de los mercados financieros si no cumple con los requisitos no es creíble, como sería el caso de que absolutamente nadie está dispuesto a prestar.  Otros enfatizan que aunque esto podría ser cierto para el corto período de tiempo, existen otras razones de reputación por las cuales un país podría querer evitar el repudio de la deuda, principalmente en lo que respecta al mantenimiento de buenas relaciones exteriores, lo que permite el acceso al comercio internacional y las innovaciones tecnológicas.
Con estas advertencias, vale la pena considerar cómo las preocupaciones de reputación pueden llevar al racionamiento del crédito. La contribución seminal es de Jonathan Eaton y Mark Gersovitz , que consideran un modelo simple de préstamos internacionales para una economía pequeña y abierta. Los prestamistas establecen una cantidad máxima que están dispuestos a prestar (techo de crédito), que puede ser más pequeña o más grande que las necesidades de préstamo del país. Los países se enfrentan a una multa si incumplen, y cuando se supone que deben realizar pagos de deuda, consideran si estarían en mejor situación al no pagar, pagar la multa y quedar excluidos para siempre de los mercados internacionales de crédito, o pagar la cuota de la deuda, pedir préstamos nuevamente, y seguir tomando la misma decisión el próximo periodo. 
Como la probabilidad de incumplimiento es mayor cuando la deuda es mayor, existe un nivel de préstamo que maximiza el rendimiento esperado para el prestamista, por lo que el límite de crédito dependerá de la probabilidad de incumplimiento. Si los préstamos deseados son más altos que el techo de crédito, algunos países no recibirán fondos y se producirá un racionamiento del crédito. Esta configuración recuerda a Stiglitz y Weiss, ya que la tasa de interés tiene un efecto de incentivo y no desempeña el papel de asignación estándar que se supone que desempeñan los precios . Como en ese caso, el mecanismo de asignación en Eaton y Gersovitz es el racionamiento del crédito, que no está relacionado con la tasa de interés (el precio del crédito); a la tasa actual, los países quieren pedir prestado más pero se les niega el crédito. 

## Roy Harrod y la efectividad de la política monetaria.
Roy Harrod señaló la existencia de racionamiento de crédito desde el principio. En su libro Money, escribió que los mercados de capital son altamente imperfectos y que en muchos mercados no hay un precio de mercado para ciertos clientes. Argumentó que esto se debía a que estos mercados se caracterizaban por procesos de negociación que podían romperse antes de poder alcanzar un precio de mercado. 
Harrod también se mostró escéptico sobre el mecanismo tradicional de transmisión de la política monetaria. Sobre la base de las famosas encuestas de Oxford sobre empresarios en la década de 1930, argumentó que era probable que los cambios en la tasa de interés no tuvieran un efecto sustancial en las decisiones de inversión.  Harrod continuó argumentando que el canal principal a través del cual las tasas de interés reducían la actividad económica era a través del proceso de lo que ahora se conoce como racionamiento de crédito. Escribió que: "Es esencialmente la imperfección del mercado de capitales lo que hace que la política monetaria sea un arma poderosa".